# Jacques Lunis
Jacques Lunis, född 27 maj 1923 i Pierrecourt i Seine-Maritime, död 2 november 2008 i Le Plessis-Trévise i Val-de-Marne, var en fransk friidrottare.
Lunis blev olympisk silvermedaljör på 4 x 400 meter vid sommarspelen 1948 i London.